# کولین تئوفیلینات
کولین تئوفیلینات (INN)، همچنین به عنوان اکس‌تری‌فیلین شناخته می‌شود، یک داروی سرفه مشتق شده از گزانتین است که به عنوان یک برونکودیلاتور برای باز کردن راه‌های هوایی در ریه عمل می‌کند. از نظر شیمیایی، نمک کولین و تئوفیلین است. این دارو به عنوان خلط آور طبقه بندی می‌شود. کولین تئوفیلینات با نام‌های تجاری Choledyl و Choledyl SA و غیره عرضه می‌شود.